# Cajamarca
Pour les articles homonymes, voir Cajamarca (homonymie).
Pour la bataille, voir bataille de Cajamarca.
Cajamarca (prononcé en espagnol : [kaxaˈmaɾka]), également connue sous les noms de Cajamarca Quechua ou Kashamarka, est la capitale et la plus grande ville de la région du même nom, ainsi qu'un important centre culturel et commercial des Andes du Nord. Elle est située sur les hauts plateaux du nord du Pérou, à environ 2 750 m d'altitude.
La ville de Cajamarca a une population de 283 767 habitants au recensement 2012 et le département de Cajamarca 1 340 000 habitants au recensement de 2017. La ville est le siège du diocèse de Cajamarca avec sa cathédrale Sainte-Catherine,.
Cajamarca bénéficie du climat doux des hautes terres et la région a un sol très fertile. La ville est réputée pour ses produits laitiers et son activité minière dans les environs,.
Parmi ses attractions touristiques, Cajamarca possède de nombreux exemples d'architecture religieuse coloniale espagnole, de beaux paysages, des sites archéologiques préhispaniques et des sources thermales dans la ville voisine de Baños del Inca (bains de l'Inca).
L'histoire de la ville est marquée par l'entrevue de Pultumarca et par la bataille de Cajamarca qui s'ensuivit, événements qui ont marqué la défaite de l'empire inca, vaincu par les envahisseurs espagnol. Atahualpa, ayant constaté que les Espagnols étaient très attirés par l'or, proposa à Francisco Pizarro de remplir une pièce d'objets en or et en argent (el cuarto del rescate signifie « la chambre de la rançon ») en échange de sa libération. Atahualpa tint sa parole mais Pizarro refusa de libérer l'empereur Atahualpa qui fut assassiné.
En 1986, l'Organisation des États américains a désigné Cajamarca comme site du patrimoine historique et culturel des Amériques.

## Histoire

### Étymologie
Toutes les sources s'accordent à dire que le nom de la ville est d'origine quechua, mais l'étymologie du mot cajamarca, parfois écrit Cashamarka ou Qasamarka, est incertaine.
Cajamarca a été fondée sous le nom « San Antonio de Cajamarca » et ce nom a été enregistré par les premiers chroniqueurs comme « Caxamarca », terme tiré du quechua kasha marka (en dialecte cajamarca) signifiant « peuple (marka) d'épines (kasha) » en référence à l'abondance du cactus de San Pedro (Echinopsis pachanoi), une plante originaire des Andes péruviennes, dont le nom local en quechua est wachuma, cactus que l'on trouve entre 2 000 et 3 000 m d'altitude,.
Une autre théorie suggère qu'il s'agit d'un nom hybride qui combine le mot "kasha" (froid) et le mot "marca" (lieu),.

### Périodes précolombiennes

#### Cajamarca avant notre ère
La ville et ses environs ont été occupés par plusieurs cultures depuis plus de 2 000 ans. Des traces de cultures pré-Chavín peuvent être observées dans les sites archéologiques voisins, tels que Cumbe Mayo et Kuntur Wasi.
Huacaloma est un site archéologique situé à 3,5 km au sud-est du centre historique de la ville de Cajamarca. Il est daté entre les XVe et Xe siècles av. J.-C., c'est-à-dire qu'elle appartient à la période formative andine. Il présente des enceintes avec des âtres, semblables à celles de La Galgada et de Kotosh[réf. nécessaire], mais avec un style plus simple. C'était un centre cérémoniel où des rituels du feu étaient pratiqués.
La culture cajamarca a commencé à s'épanouir en tant que telle au cours du premier millénaire. La continuité stylistique ininterrompue de l'art cajamarca depuis ses débuts vers les IIe et Ier siècles av. J.-C. jusqu'à la conquête espagnole au XVe siècle est remarquable, étant donné la présence de voisins puissants et la série d'expansions impériales qui ont atteint cette zone. Elle est connue presque uniquement par ses céramiques fines faites avec une terre blanche - très abondante localement - cuite à haute température (plus de 1 000 °C).

#### Cajamarca au 1ermillénaire

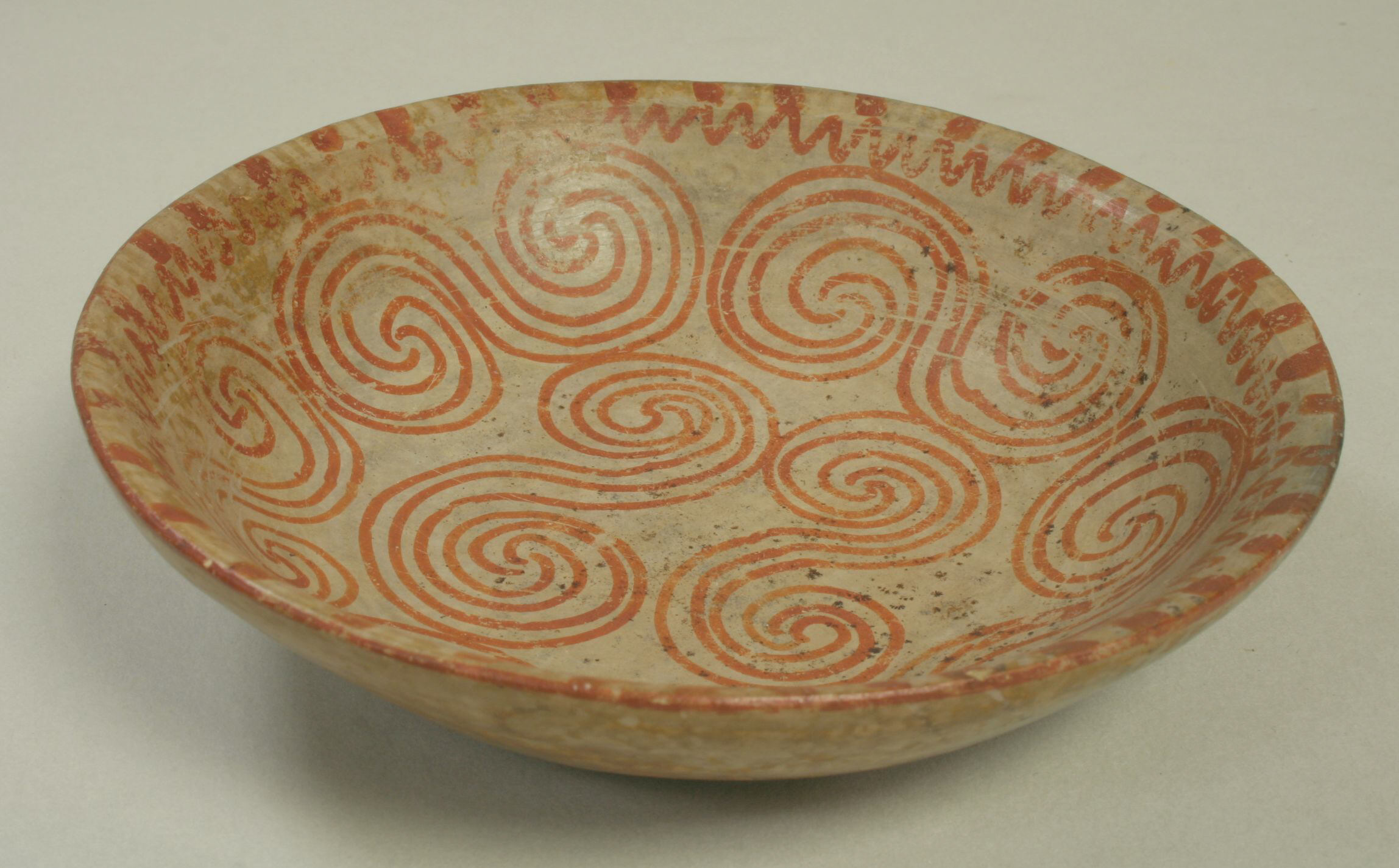
Bol - Céramique Cajamarca.

La poterie de la culture cajamarca est reconnue depuis longtemps comme un objet de prestige, en raison de son caractère distinctif et de sa large distribution, quoique sporadique. Les céramiques " Cajamarca initial " (IIe siècle av. J.-C. au IIe siècle) sont largement confinées dans le bassin de Cajamarca.
Les céramiques " Cajamarca précoce " (200 à 450) ont des décorations plus complexes et diverses et une distribution étendue. On les trouve dans une grande partie des hautes terres du Nord ainsi que dans les zones Yunga des côtés amazonien et pacifique des Andes. En fait, au moins une sépulture de haut prestige du Cajamarca ancien a été documentée sur le site Moche de San José de Moro (Jequetepeque inférieur) et un ensemble de cuillères en céramique importé a été trouvé sur le site de Moche, la capitale de la ville de l'État Moche du sud.
Les céramiques de Cajamarca ont atteint leur plus grand prestige et leur plus large diffusion au cours de la période suivante (700 à 900) appelée " Cajamarca moyen " qui coïncide avec la disparition de la civilisation Moche et la domination de l'empire Huari au Pérou. Des céramiques de la phase "Middle Cajamarca" ont été trouvées sur un grand nombre de sites Huari, jusqu'à sa frontière sud, comme dans la ville de Pikillacta située dans la région de Cusco.
La présence au nord du village côtier de Cerro Chepen, une ville fortifiée de montagne massive et en terrasse en territoire Moche semble d'ailleurs pouvoir être attribuée à un effort conjoint des dirigeants Huari et Cajamarca pour régner sur cette zone du Pérou. En effet, en 2004, un grand bâtiment érigé dans le Cerro Chepen a été excavé, cette structure - provisoirement interprétée comme une structure résidentielle d'un membre de l'élite - suit les modèles architecturaux andins de haute altitude. Ces fouilles ont montré une association inattendue entre les céramiques domestiques de la fin de la période Moche et les céramiques fines des montagnes Cajamarca à l'intérieur des patios, galeries et pièces qui composent la structure. Les preuves récupérées dans ce bâtiment suggèrent la présence de représentants des hautes terres au cœur du secteur monumental du Cerro Chepen.
Cependant, ensuite l'essor de l'état de la côte nord vers 900-1000 sur la côte nord de l'E.C. a vu une réduction notable de la distribution des céramiques de la fin du Cajamarca dans la mesure où elle a été observée pendant la dernière phase de Moche. L'analyse des modes de peuplement dans la vallée de Cajamarca montre une réduction significative du nombre de peuplements au cours de la phase " Cajamarca tardif " (850-1200 J.-C.). Les chercheurs interprètent cette réduction du nombre d'établissements comme le résultat de la réduction et/ou de la dispersion de la population, probablement liée à la fin de l'influence des Huari dans la région et à l'effondrement de la politique régionale organisée autour du centre de Coyor dans la vallée Cajamarca.

#### Fin de la période Huari
Avec l'effondrement de l'influence Huari dans la région de Cajamarca, le nombre d'établissements diminua d'abord, puis augmenta progressivement au cours de la phase finale de Cajamarca (1250-1532). Cajamarca a conservé son prestige, comme en témoigne l'influence que ses céramiques ont encore eue sur la côte. Pendant cette 5e phase " Cajamarca final", des villages comme Guzmango Viejo ou Tantarica sur le versant ouest de la cordillère jusqu'à la côte, ainsi que Santa Delia dans la vallée de Cajamarca sont devenus particulièrement importants s'étendant sur plus de 20 ha. Ces centres ont eu un plus grand nombre d'unités résidentielles d'élite clairement reconnaissables et on y a trouvé un plus grand nombre de céramiques fines que dans tous les sites précédents. Il est clair qu'il s'agit des établissements les plus riches de la région. Les centres des parties supérieures des vallées côtières à l'ouest ont probablement bénéficié de leur position stratégique par rapport d'abord à Sican et ensuite à Chimú. Les chercheurs interprètent les changements de cette période comme la preuve d'une prospérité et d'une intégration renouvelées de la région.

#### Période Inca

##### La conquête du territoire

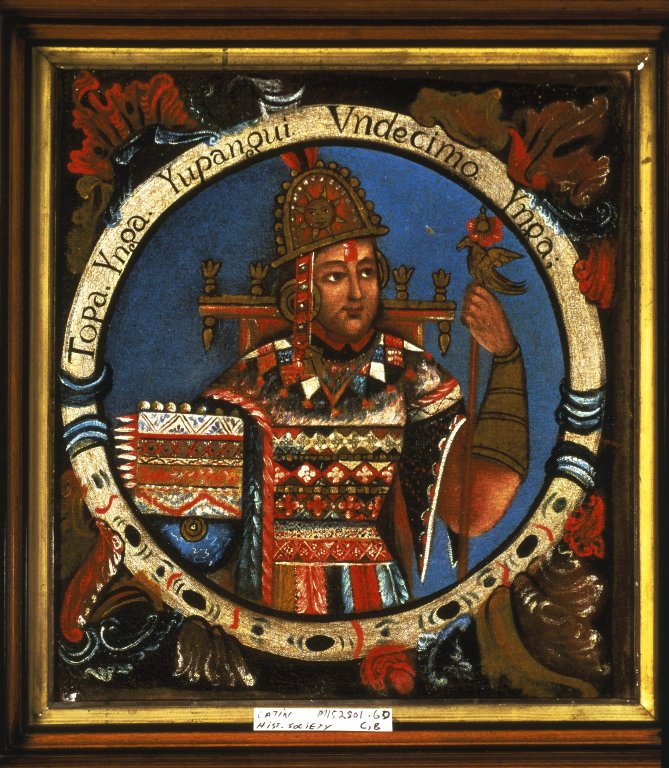
Portrait de Tupac Yupanqui 10^{e} empereur inca.

Aux environs de 1450, Capac Yupanqui, un général inca, a conquis la chefferie cajamarca. Mais la ligne de ravitaillement était mal faite et mal contrôlée, la conquête s'étant effectuée à la hâte. Capac Yupanqui a donc laissé une partie de ses troupes en garnison à Cajamarca, puis il est retourné à Cuzco pour demander des renforts. Cependant le souverain, Pachacutec, a ordonné l’exécution du général afin d’éviter un coup d’État de ce-dernier.
Les Incas ont remodelé Cajamarca en suivant les canons inca de leur architecture, mais peu de choses ont survécu depuis que les Espagnols ont fait la même chose après la conquête de Cajamarca.
Selon les chroniqueurs, la « grande chefferie » cajamarca, dont la sous-chefferie principale gouvernante et capitale était Cuismanco, Guzmango ou Kuismanku (orthographe en quechua moderne), était l'entité politique qui régnait sur la région du centre administrative de Cajamarca, établi par les incas comme capitale provinciale de la chefferie, devenue province (guamaní). Ce royaume ou domaine - parmi toutes les nations des montagnes du nord du Pérou - est celui qui a connu le plus grand développement social, politique et culturel.
La tradition orale a enregistré les titres de ses dirigeants; "Guzmango Capac" - "Guzmango" étant le nom du groupe ethnique ou politique constituant principal dont la dynastie dirigeante est issue, tandis que "Capac" signifiait un souverain divin dont les ancêtres ont fait preuve d'une force, d'une énergie et d'une sagesse spéciales pour régner.
Lorsque Huayna Capac succéda à son père comme Sapa Inca, le souverain de la province cajamarca - qui gouvernait alors déjà dans la ville de Cajamarca et qui provenait de la dynastie pré-incaïque - Chuptongo accompagna le nouveau souverain à Quito pour les campagnes militaires au nord. Après des années de service, il demanda à Huayna Capac de lui permettre de retourner dans son peuple natal. Son vœu fut exaucé et, en signe d'estime, Huayna Capac lui fit don d'une centaine de femmes, l'une des plus hautes récompenses possibles dans l'empire inca. De cette façon, Chuptongo a établi sa maison et sa lignée dans la vieille ville de Guzmango, a eu de nombreux enfants et a servi comme seigneur suprême jusqu'à sa mort.

##### La guerre civile
La lutte pour le trône entre les deux demi-frères Huascar et Atahualpa, fils de Huayna Capac, a également divisé les fils de Chuptongo. Pendant la guerre civile qui a éclaté après la mort de Huayna Capac, Caruatongo, l'aîné des fils de Chuptongo, a pris le parti des forces du nord d'Atahualpa, tandis qu'un autre fils, Caruarayco, s'alliait à Huáscar, chef de la faction sud.

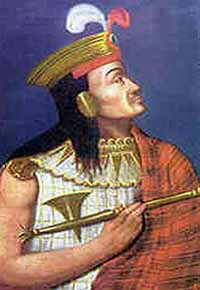
Atahualpa
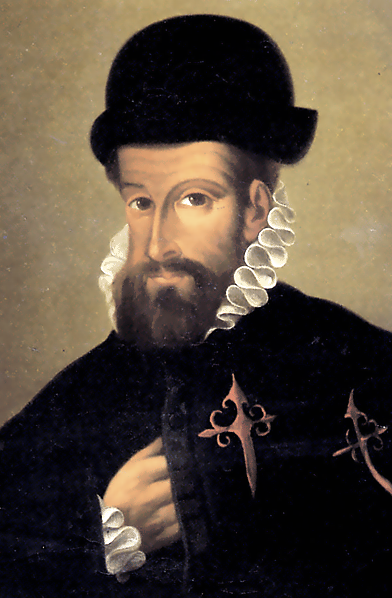
Francisco Pizarro
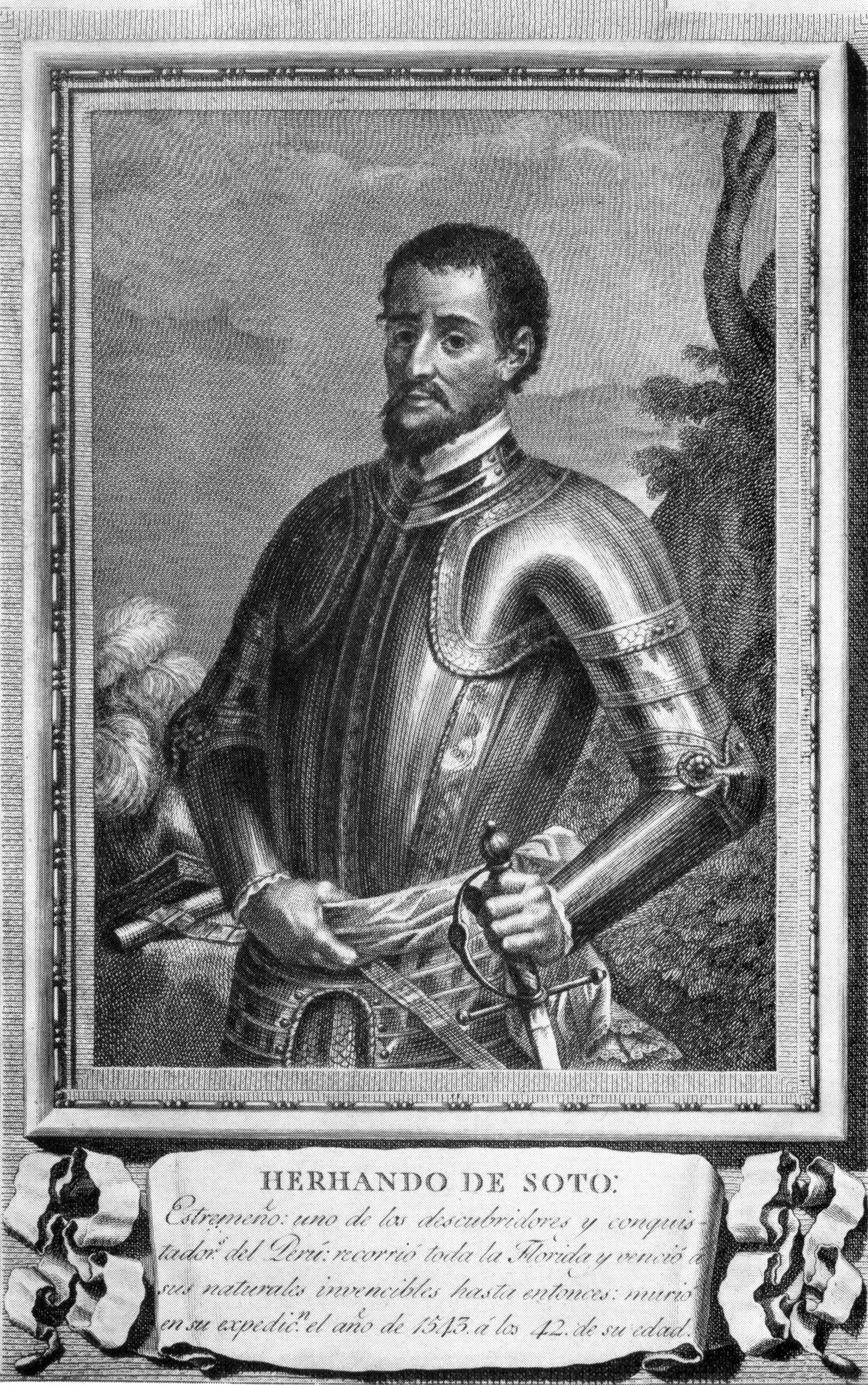
Hernando de Soto (conquistador)
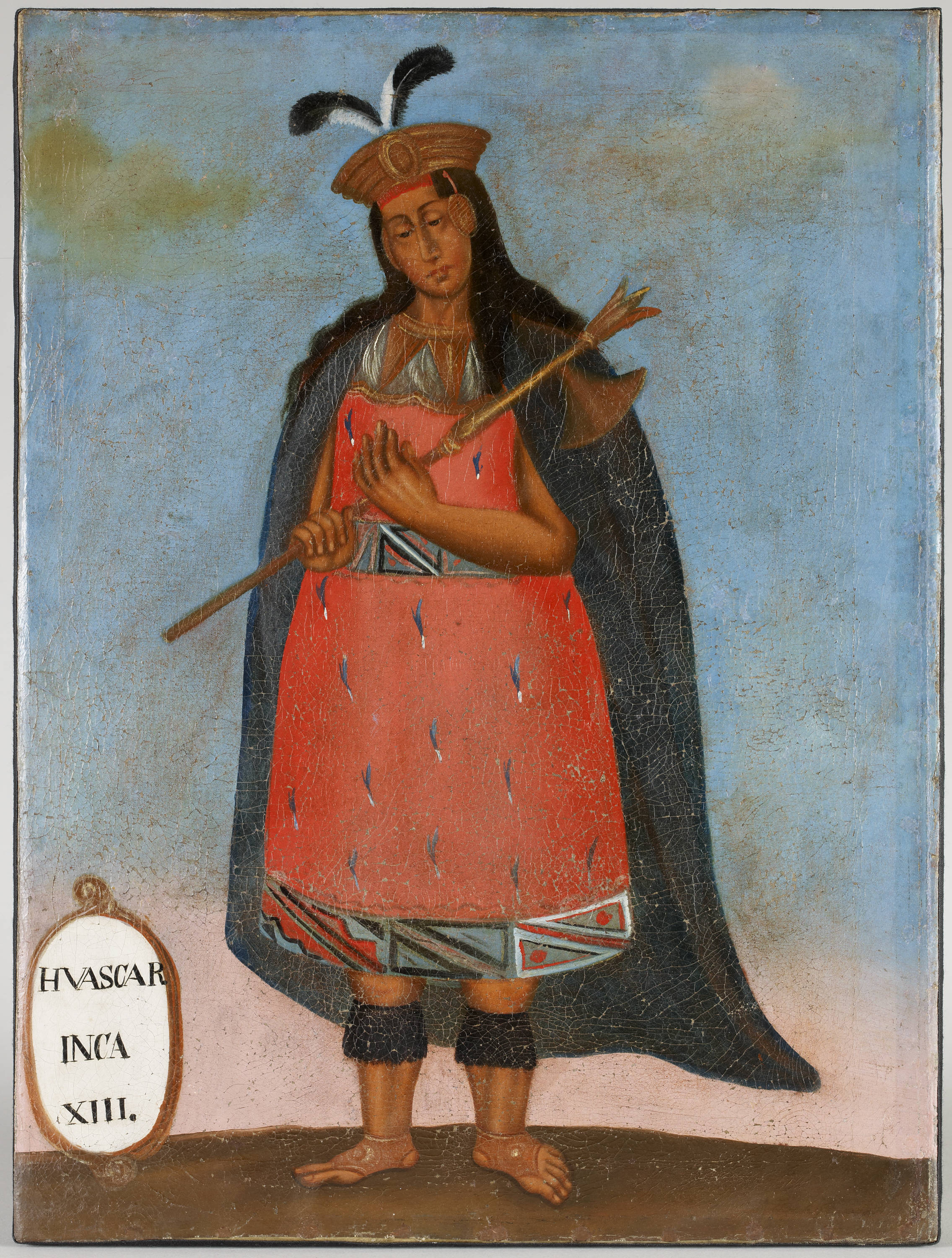
Huascar

En 1532, Atahualpa vainquit son frère Huáscar dans une bataille pour le trône inca à Quito (aujourd'hui en Équateur). En route vers Cusco avec son armée pour réclamer le trône de Sapa Inca, il s'est arrêté à Cajamarca.
Arrivé depuis peu à Cajamarca après des semaines de marche depuis Piura, Francisco Pizarro apprend qu'Atahualpa se repose à Los Baños del Inca, un complexe thermal voisin. Pizarro envoie rapidement des représentants sous le commandement du jeune capitaine Hernando De Soto pour inviter les Incas à une fête.
Après son arrivée au camp de l'empereur, De Soto s'entretient avec Atahualpa. Celui-ci était assis sur son trône d'or (ou ushnu), avec deux de ses concubines de chaque côtés tenant un voile qui rendait reconnaissable seulement sa silhouette. Atahualpa impressionné par les chevaux espagnols, demanda à De Soto de faire une démonstration équestre. Pour conclure cette exhibition, Hernando De Soto monta à cheval directement jusqu'à Atahualpa pour l'impressionner en s'arrêtant au dernier moment. Cependant Atahualpa ne bougea, ni ne changea d'expression le moins du monde,.

#### Le piège

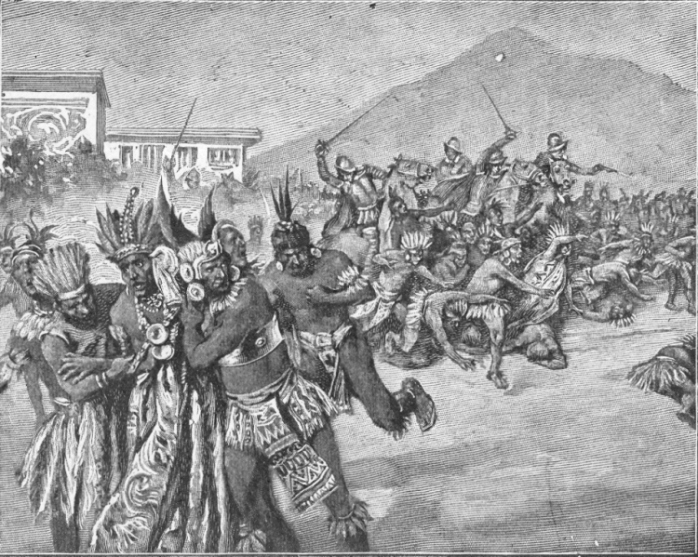
Massacre de Cajamarca (16 novembre 1532).

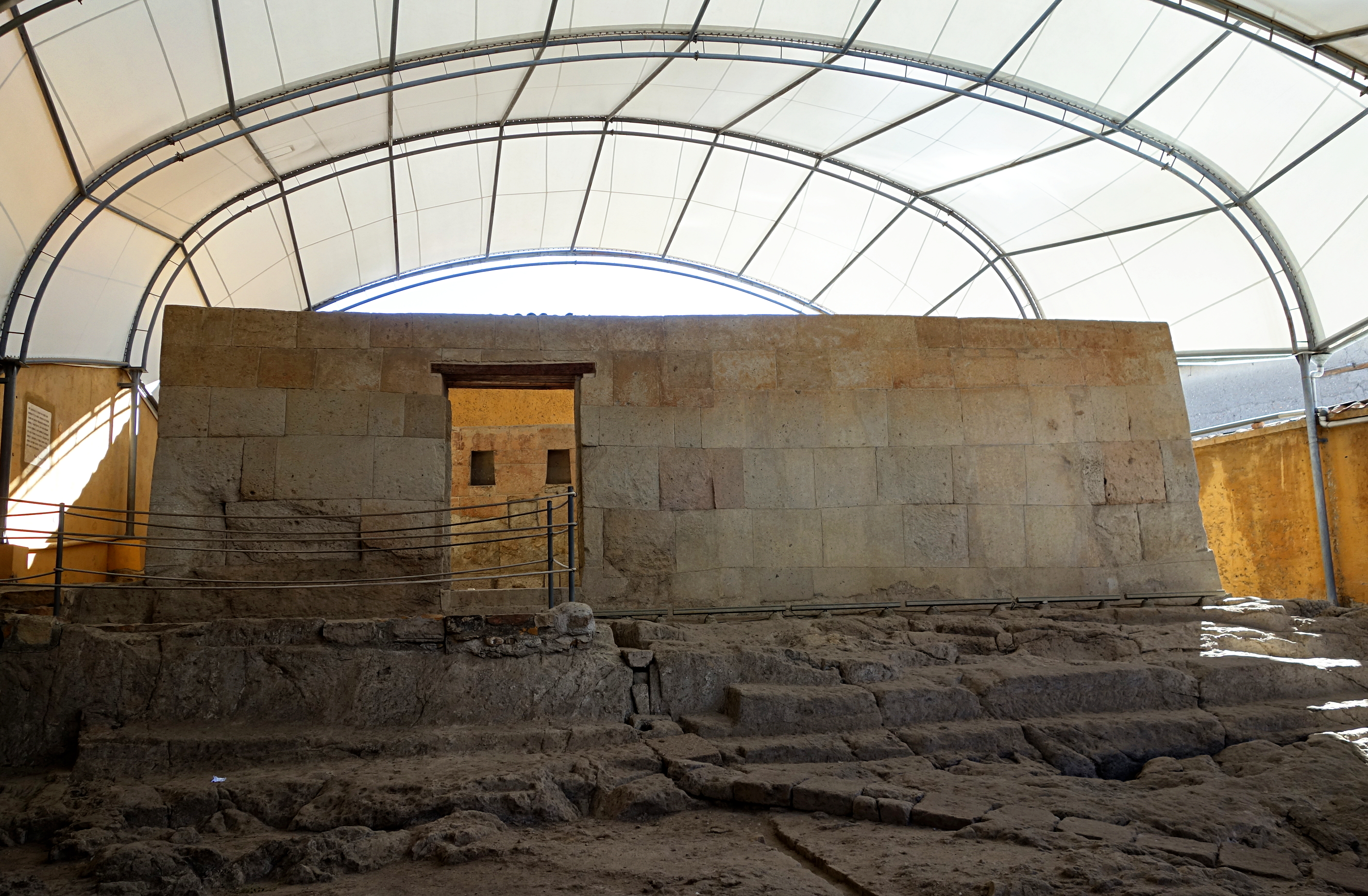
La chambre de la rançon de Atahualpa.

Atahualpa accepta de rencontrer Pizarro le lendemain. Le jour suivant 16 novembre 1532, Atahualpa arriva donc à Cajamarca en procession pacifique avec sa cour et ses soldats. Les récits espagnols racontent la splendeur du cortège impérial, les musiciens et danseurs, les pétales de fleurs colorées lancés sous leurs pas, et les hommes d'Atahualpa marchant en silence.
Plusieurs nobles chefs des nations conquises étaient également présents, principalement des kuraka-kuna locaux des villes voisines, mais aussi des nobles Inca richissimes comme le "Seigneur de Cajamarca" et le "Seigneur de Chicha" chacun transporté par ses hommes sur sa litière dorée, accompagné de sa propre cour. La cour du Seigneur de Chicha était si opulente, plus encore que celle d'Atahualpa, que les Espagnols, qui n'avaient pas rencontré Atahualpa jusque-là, ont d'abord pensé que le Seigneur de Chicha était l'Empereur Inca.
Pizarro et ses 168 soldats postés sur la place de Cajamarca capturent alors Atahualpa et tuent plusieurs milliers de civils et soldats incas désarmés dans une attaque surprise avec canons, cavalerie, lances et sabres, véritable massacre qui est restée dans l'histoire comme la "Bataille" de Cajamarca.
Atahualpa emprisonné dans le temple principal de Cajamarca, connaissant la fascination des conquistadors pour ces métaux, offrit à ses ravisseurs une rançon pour sa liberté. Il proposa de faire remplir une pièce d'objets en or et en argent (peut-être à l'endroit maintenant connu sous le nom de El Cuarto del Rescate ou "La chambre de la rançon"), dans les deux mois. Ce qui fût accepté.
Bien qu'ayant respecté ce marché de dupes, Atahualpa fut "traduit en justice" et exécuté dans sa cellule par les Espagnols le 26 juillet 1533. Les frères Pizarro, Almagro, Candia, De Soto, Miguel de Estete, et plusieurs autres ont prémédité et perpétré ce meurtre.
Caruatongo, le "Seigneur de Cajamarca" fait partie des victimes, ce qui ouvre sa succession.

#### Sous domination espagnole
Bien que Caruatongo ait laissé un héritier (nommé Alonso Chuplingon, après son baptême chrétien), son frère, Caruarayco, lui succède comme chef selon les coutumes locales. Pizarro lui-même reconnaît Caruarayco et confirme son droit d'assumer l'autorité de son père. Caruarayco prit le nom de Felipe lors de son baptême, devenant ainsi le premier kuraka (juge) chrétien de Cajamarca. Il est resté un allié inébranlable des Espagnols de son vivant, aidant à convaincre les seigneurs du peuple Chachapoyas de se soumettre à la domination espagnole.

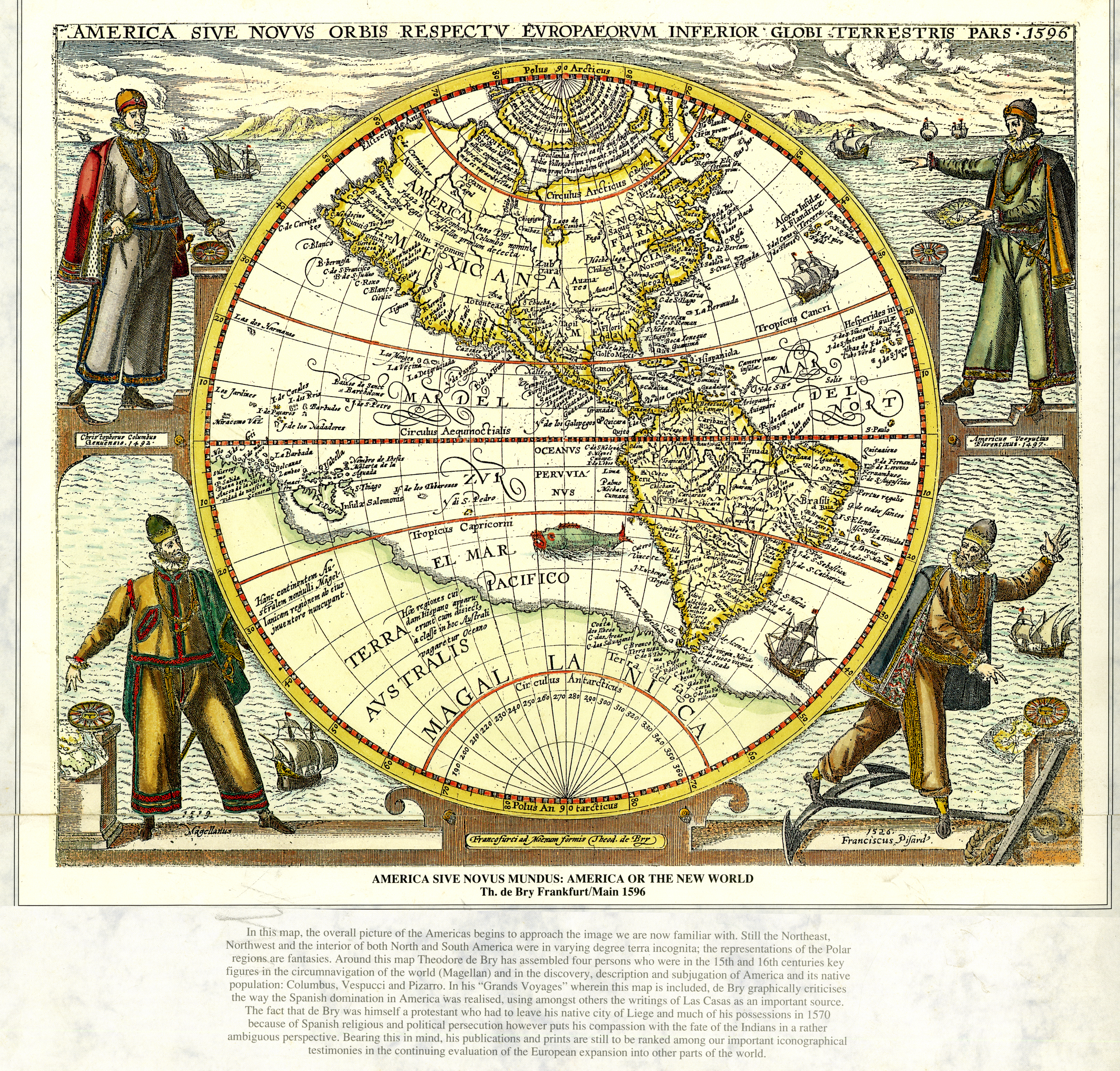
Les Amériques en 1596 - Pizarro est représenté en bas à droite.

Felipe Caruarayco bien qu'étant le seigneur suprême du peuple de Guzmango dans la province de Cajamarca, était sous l'autorité de l'espagnol Melchior Verdugo. Pizarro avait accordé à Verdugo une encomienda dans la région en 1535. La documentation de cette année-là décrivait Felipe comme le principal cacique de la province de Cajamarca et seigneur de Chuquimango, l'une des sept grandes lignées ou guarangas (une unité administrative de mille ménages) qui constituaient le régime.
En 1543, deux membres de sa famille ont été désignés comme gouverneurs ou régents provisoires pour lui succéder : Don Diego Zublian et Don Pedro Angasnapon. Zublian conserva cette position jusqu'à sa mort en 1560, puis don Pedro s'appropria le titre de "cacique principal des sept guarangas de Cajamarca", restant en fonction jusqu'à sa mort deux ans plus tard.
Après sa mort, les habitants de Cajamarca demandèrent au corrégidor espagnol, don Pedro Juares de Illanez, de nommer don Melchior comme leur kuraka. Celui-ci nommé "seigneur naturel et cacique principal des sept guarangas de Cajamarca" régnait donc sur environ cinq mille hommes adultes, avec leur caciques de moindre importance et, en comptant leurs familles, la population totale qu'il dirigeait approchait les cinquante mille personnes.
La plupart de ces montagnards, qui vivaient dispersés dans plus de cinq cents petits villages, vivaient de l'agriculture et de l'élevage des lamas. Ils étaient également redevables par rotation d'un service de main-d'œuvre dans les mines d'argent avoisinantes de Chilete.
À sa mort, le testament de Don Melchor, dûment dicté devant le notaire espagnol Juan de Mata le 20 juin 1565, faisait l'inventaire de ses biens meubles et immeubles, et des personnels qui l'ont servi. Ce document reflète les conceptions andines traditionnelles de la société dans une région relativement éloignée où encore très peu d'Espagnols résidaient. Parmi les serviteurs listés, on peut retenir; dix potiers pour la cité de Cajamarca, un apiculteur qui a vécu près d'une rivière, vingt ouvriers dans les mines de Chilete, au moins vingt-quatre cultivateurs de maïs , neuf autres pour s'occuper de ses piments chili et de son maïs, etc. Cette préoccupation de Don Melchior d'énumérer tous ses serviteurs montre combien les traditions andines sont restées fortes dans la région de Cajamarca, même trente ans après l'invasion espagnole.

## Géographie
Cajamarca est située à 2 750 m d'altitude sur une vallée inter-andine irriguée par trois rivières principales : Mashcon, San Lucas et Chonta ; les deux premières se rejoignent dans cette zone pour former la rivière Cajamarca.

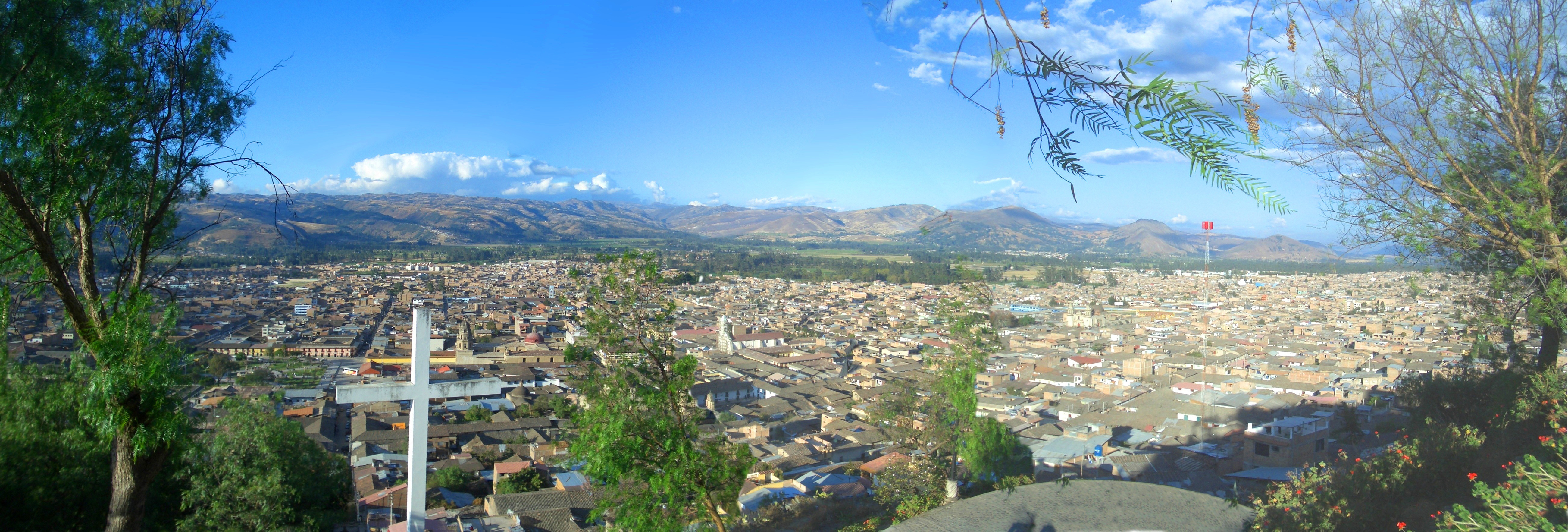
Vue partielle de Cajamarca depuis la colline de Santa Apolonia.

### Climat
Cajamarca a un climat océanique de haut plateau subtropical (Cwb, dans la classification climatique de Köppen) qui est caractéristique des hautes altitudes aux latitudes tropicales. Cette ville présente un climat semi-sec, tempéré, semi-froid, avec des précipitations surtout au printemps et en été (d'octobre à mars) et peu ou pas de précipitations le reste de l'année.
| Mois                              | jan. | fév. | mars  | avril | mai  | juin | jui. | août | sep. | oct. | nov. | déc. |
| --------------------------------- | ---- | ---- | ----- | ----- | ---- | ---- | ---- | ---- | ---- | ---- | ---- | ---- |
| Température minimale moyenne (°C) | 6,9  | 6,7  | 6,9   | 6,2   | 4,5  | 3,4  | 3,1  | 3,6  | 5    | 6,2  | 5,7  | 5,9  |
| Température maximale moyenne (°C) | 21,5 | 21,1 | 20,9  | 21,3  | 21,6 | 21,4 | 21,4 | 21,8 | 21,7 | 21,6 | 21,9 | 22   |
| Précipitations (mm)               | 83,9 | 96,4 | 110,3 | 80,3  | 34,6 | 7    | 6,3  | 11,3 | 32,8 | 81,9 | 73,2 | 72,6 |

Les températures moyennes journalières sont très variables, agréables le jour mais froides la nuit et à l'aube.
Janvier est le mois le plus chaud, avec une température maximale moyenne de 22 °C et une température minimale moyenne de 7 °C. Les mois les plus froids sont juin et juillet, avec un maximum moyen de 21 °C mais un minimum moyen de 3 °C. Des gelées peuvent survenir, mais elles sont moins fréquentes et moins intenses que dans les Andes péruviennes méridionales.

### Démographie
Ces dernières années, la ville a connu un taux élevé d'immigration en provenance d'autres provinces de la région et d'ailleurs au Pérou, principalement en raison du boom minier. Ce phénomène a entraîné une augmentation considérable de la population de la ville, qui est passée d'environ 80 931 habitants en 1981 à environ 283 767 en 2014, soit une augmentation de près de trois fois la population en 33 ans. De même, la ville s'est récemment engagée dans un processus d'agglomération avec la ville de Baños del Inca (qui comptera plus de 20 000 habitants dans la zone urbaine d'ici 2014) et avec certains centres habités proches de ces villes. Selon l'INEI, le conglomérat urbain devrait atteindre 500 000 habitants en 2030.

### Économie
Cajamarca est entourée d'une vallée fertile, ce qui fait de cette ville un important centre de commerce de produits agricoles. Son industrie la plus renommée est celle des produits laitiers. Yanacocha est un site minier aurifère actif à 45 km au nord de Cajamarca, qui a relancé l'économie de la ville depuis les années 1990.

### Transports
Le seul aéroport de Cajamarca, l'aéroport Mayor General Armando Revored Iglesias, (code AITA : CJA) est situé à 3 km au nord-est de la place principale.
Cajamarca est reliée à d'autres villes du nord du Pérou par des compagnies de transport par autobus.
La construction d'un chemin de fer a été proposée pour relier les zones minières de la région à un port de l'océan Pacifique.

## Culture et éducation

### Éducation
Cajamarca abrite l'une des plus anciennes écoles secondaires du Pérou : L'école San Ramon, fondée en 1831. Parmi les écoles les plus grandes et les plus importantes de la ville, on trouve l'école Marcelino Champagnat, l'école Cristo Rey, l'école Santa Teresita et l'école Juan XXIII.
Cajamarca est également un centre d'enseignement supérieur dans les Andes péruviennes du nord. La ville accueille deux universités locales : l'université nationale de Cajamarca, une université publique, tandis que l'université Antonio Guillermo Urrelo est une université privée.
Cinq autres universités ont des annexes à Cajamarca : l'université Antenor Orrego, San Pedro, Alas Peruanas, Los Angeles de Chimbote et Privada del Norte.

### Culture
Cajamarca est le lieu de la célébration annuelle du Carnaval avant le début du Carême. Les célébrations du carnaval sont pleines de défilés, de danses locales et autres activités culturelles.
Une coutume locale du carnaval est de renverser de l'eau et/ou de la peinture entre amis. À la fin de janvier et au début de février, cela se transforme en une guerre de l'eau totale entre hommes et femmes (surtout entre 6 et 25 ans) qui utilisent des seaux d'eau et des ballons d'eau pour arroser les membres du sexe opposé. Partout dans les magasins, on trouve des paquets de ballons d'eau pendant cette période et il est courant de voir des flaques sur les trottoirs et des groupes de jeunes dans les rues à la recherche de "cibles".

## Tourisme
Les environs de Cajamarca sont riches en sites. Des agences principalement situées autour de la Place d'Armes proposent visites et circuits vers :
- Los baños del Inca (Source d'eau thermale où l'on peut se laver dans un bain privatif)
- Cumbe Mayo - Site pré-colombien. Canaux, pétroglyphes et superbes paysages rocheux.
- La Colpa - Ancienne hacienda préservant la coutume où l'on appelle les vaches par leurs prénoms.
- Ventanillas de Otuzco - Sépultures à flanc de montagne.
- El cuarto del rescate.
- Visite de fromageries, du Cerro de Santa Apolonia, de la Place d'Armes, d'un atelier de taille de statuettes en pierre, Catarata de Llanacora, les catacombes de l'église San Francisco et divers musées et églises.

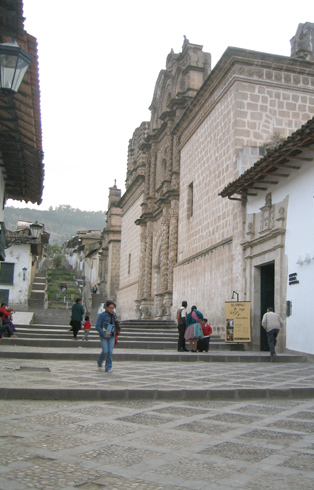
Rue de Cajamarca.

Le style de l'architecture ecclésiastique de la ville diffère des autres villes péruviennes en raison des conditions géographiques et climatiques. Cajamarca est plus au nord avec un climat plus doux ; les bâtisseurs coloniaux utilisaient la pierre disponible plutôt que les briques d'argile utilisées dans les villes côtières du désert. Cajamarca compte six églises chrétiennes de style colonial espagnol : San José, La Recoleta, La Immaculada Concepcion, San Antonio, la Cathédrale et El Belen. Bien qu'elles aient toutes été construites au XVIIe siècle, ces trois dernières sont les plus remarquables en raison de leurs façades sculptées et de leur ornementation.
Les façades de ces trois églises ont été laissées inachevées, probablement par manque de fonds.
Complexe monumental de Belén : Cet ensemble est constitué d'un couvent, de deux hôpitaux et d'une église. Celle-ci église se compose d'une seule nef sans chapelles latérales. Sa façade est la plus achevée des trois églises du centre ville, puisqu'elle a été la première à être conçue et construite, mais le clocher n'est qu'à moitié terminé.
Cathédrale de Cajamarca : À l'origine utilisée comme église paroissiale, la cathédrale a mis 80 ans à être construite (1682-1762) ; la façade reste inachevée. La cathédrale montre comment l'influence coloniale espagnole a été introduite sur le territoire inca. Les portails latéraux sont constitués de pilastres sur consoles. Ils portent également l'écusson royal d'Espagne. Le poche est considéré comme ayant un caractère du XVIIe siècle, que l'on retrouve dans la conception sur un plan basilique (avec une seule abside, des voûtes en berceau dans la nef, un transept et un sanctuaire), mais la coupole traditionnelle sur la croisée a été omise. La façade se distingue par les détails de ses sculptures et leur finesse. Les détails décoratifs comprennent des vignes sculptées sur les colonnes spiralées, avec de petits oiseaux qui picorent les raisins. La frise du premier étage est composée de blocs rectangulaires ornés de feuilles sculptées. Le détail du portail principal s'étend aux pots de fleurs et aux têtes d'angelots à côté de grenades. "La façade de la cathédrale de Cajamarca est l'une des remarquables réalisations de l'art latino-américain." C'est la plus élégamment décorée, car elle a été achevée.
San Antonio (San Francisco) : La construction a commencé en 1699, sur des plans originaux de Matias Perez Palomino. Son plan est identique à celui de la cathédrale, mais les intérieurs sont très différents. San Antonio est une structure beaucoup plus grande et a incorporé le grand dôme au-dessus de la croisée du transept. De grands piliers cruciformes avec des pilastres doriques, une corniche plate et des cadres de fenêtres en pierre sculptée sont les caractéristiques de l'église. Sa façade est la plus incomplète. Bien que conçue dans un style similaire à celui de la cathédrale, il s'agit d'une version simplifiée.

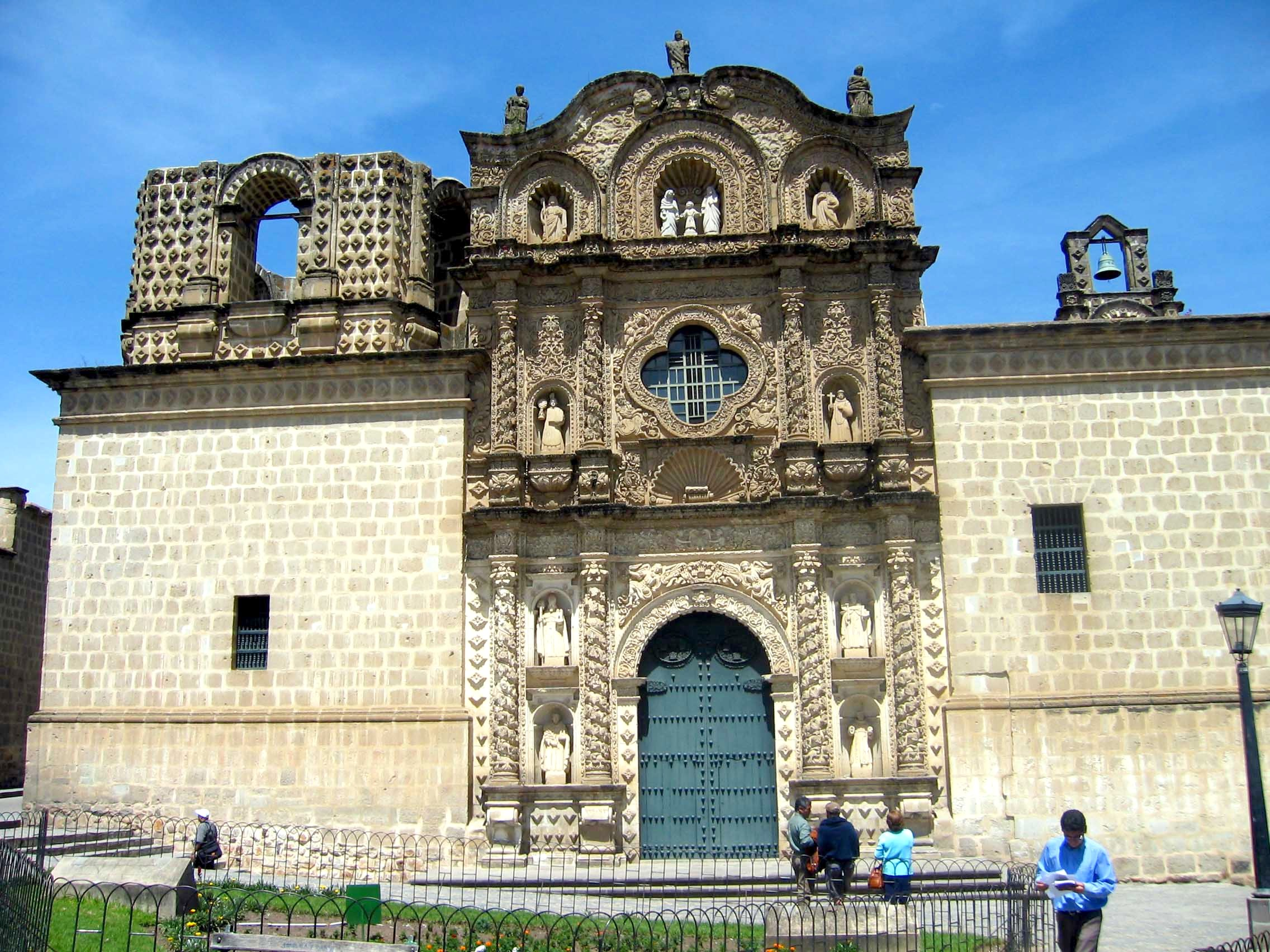
Église de Belén.
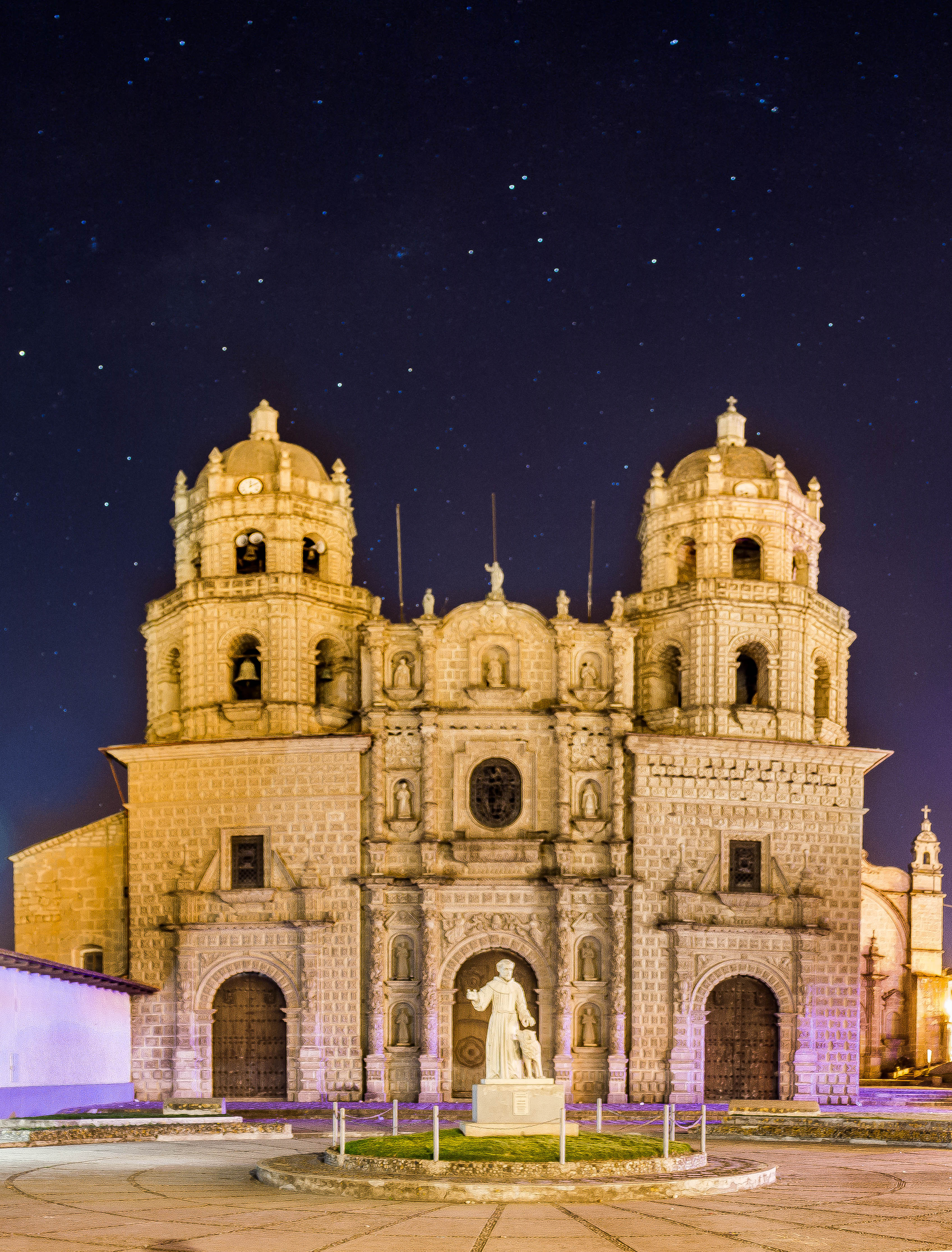
Église San Antonio (San Francisco) de nuit.
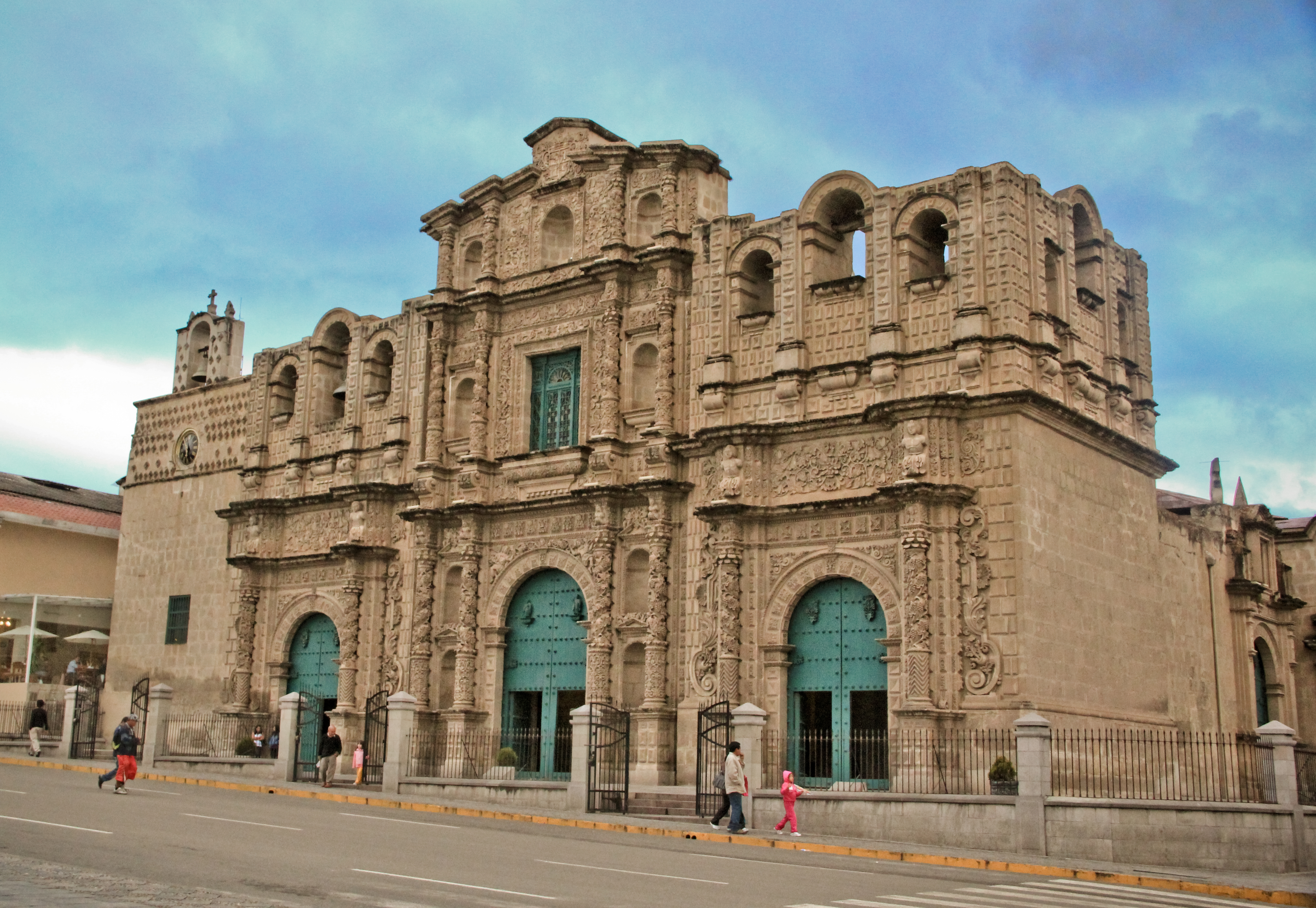
La cathédrale Santa Catalina.
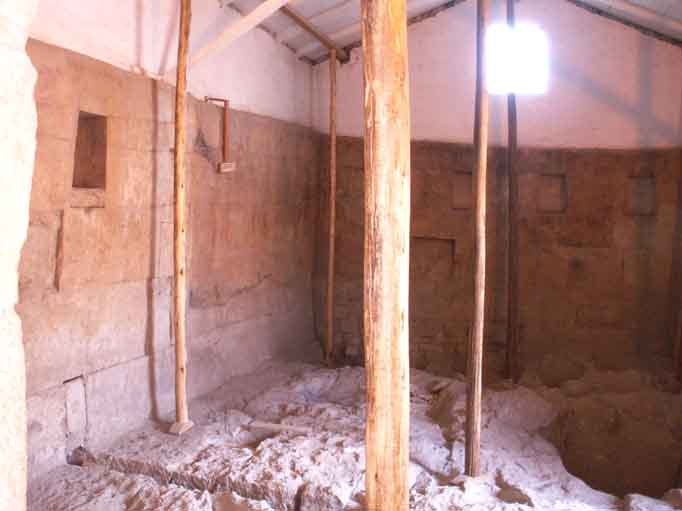
La chambre de la rançon.
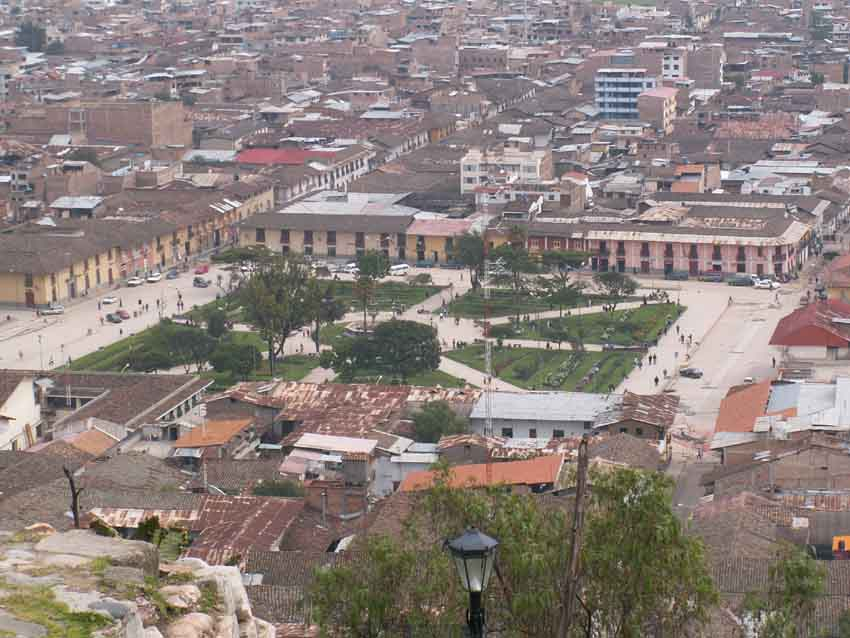
La place d'armes
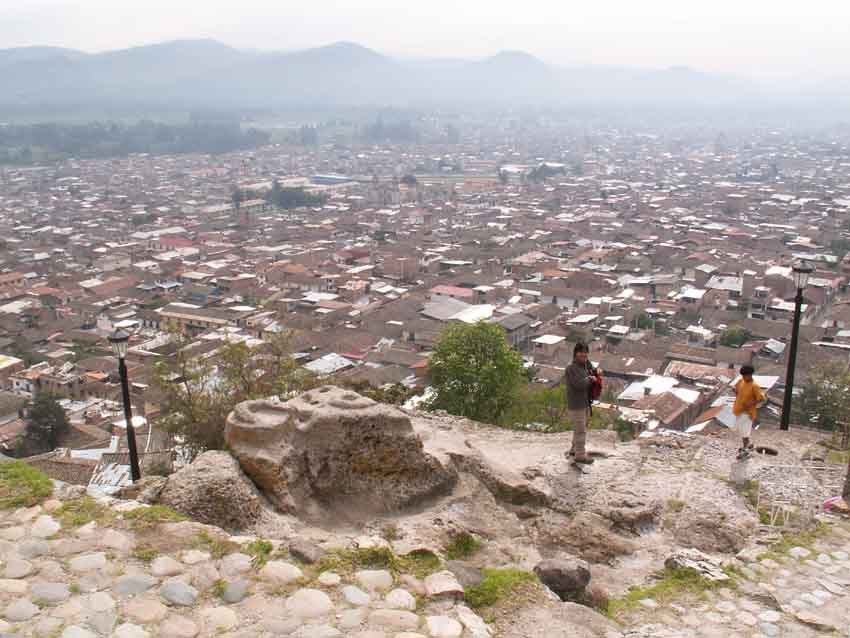
Vue de la ville et du siège de l'Inca
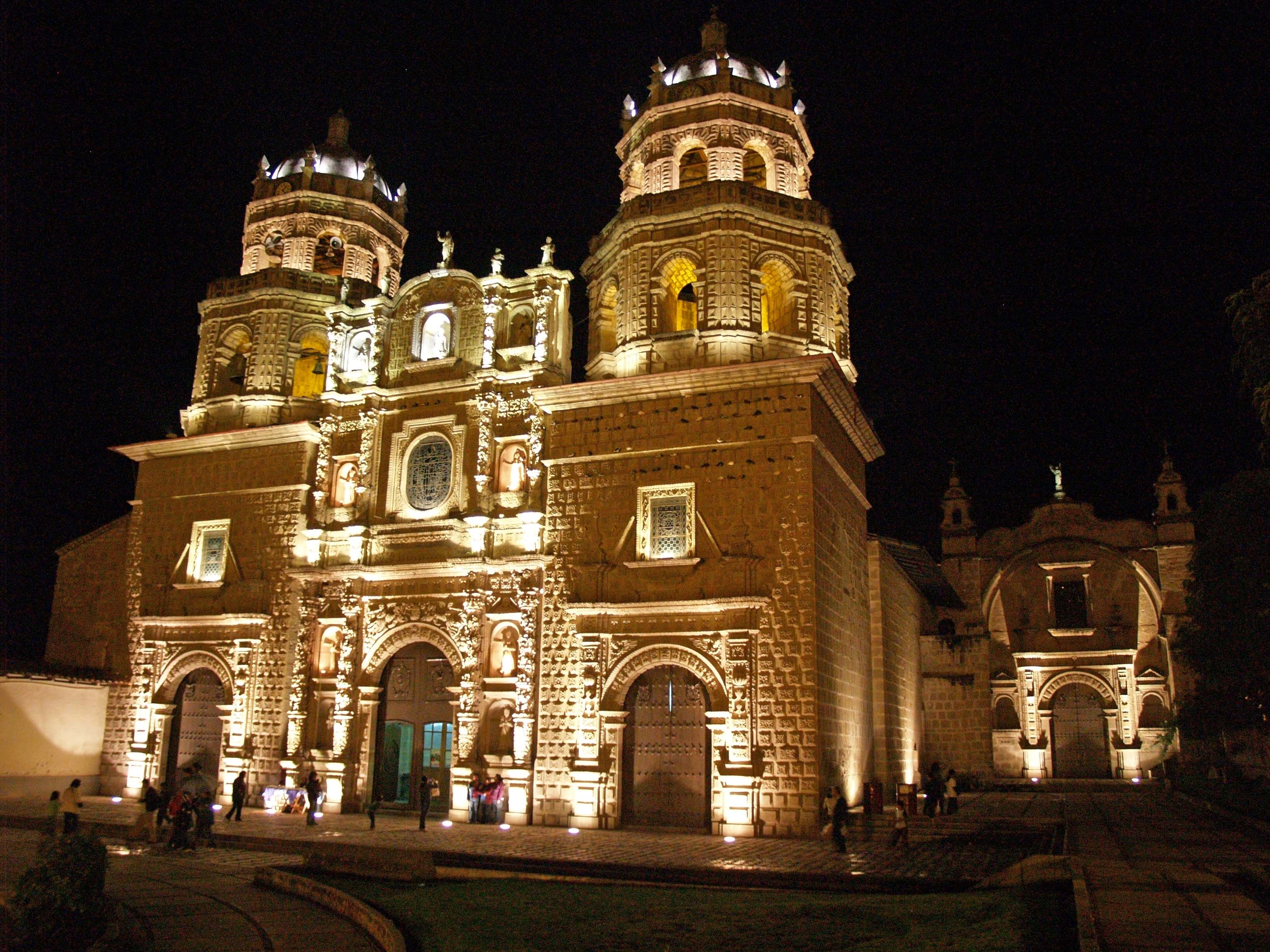
L'église San Francisco à Cajamarca. Février 2010.
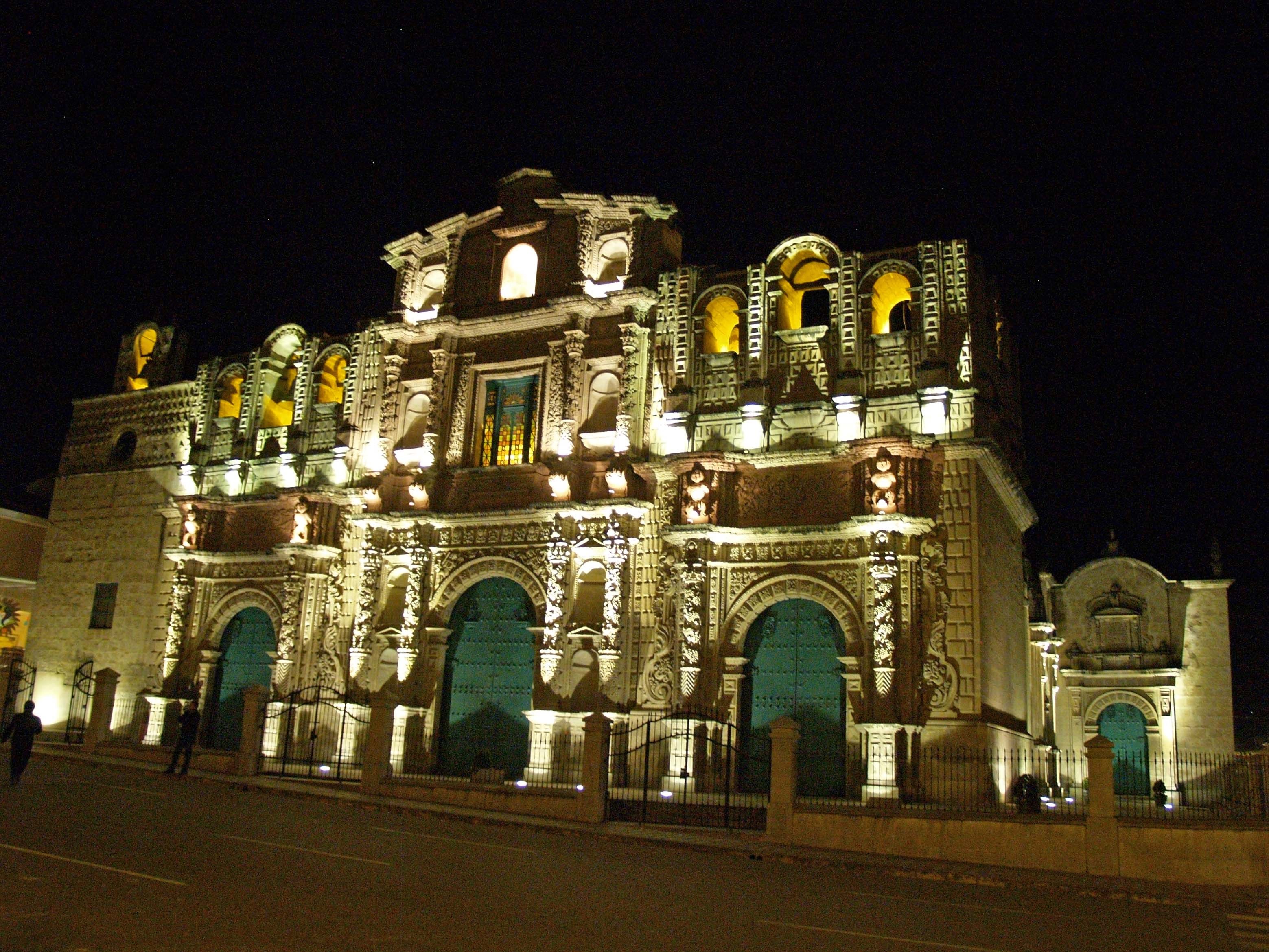
La cathédrale Santa Catalina de nuit à Cajamarca. Février 2010.

## Personnages remarquables de Cajamarca
- Carlos Castaneda (1925-1998) - Écrivain et anthropologue.
- Lorenzo Iglesias (1844-1885) - Héros de l'indépendance.
- Mariano Ibérico Rodríguez (1892-1974) - Philosophe.
- Rafael Hoyos Rubio (1924-1981) - Général.
- Fernando Silva Santisteban (1929–2006) - Anthropologue.
- Andrés Zevallos de la Puente (1916-2017) - Artiste peintre.
- Mario Urteaga Alvarado (1875-1957) - Artiste peintre.
- Camilo Blas (José Alfonso Sánchez Urteaga 1903-1985) - Artiste peintre et membre de la communauté intellectuelle "Grupo Norte" du Pérou.
- Amalia Puga de Losada (1866-1963) - Écrivaine et poétesse.
- José Gálvez Egúsquiza (1819-1866) - Héros de guerre du "Combat du 2 mai".
- Toribio Casanova - Fondateur de la région de Cajamarca.
- Aurelio Sousa y Matute (1860-1925) - Politicien qui a été ministre, député et sénateur.